# Hendrik Stahl
Hendrik Stahl (Copenhague, 24 de julho de 1921 — 25 de janeiro de 2004) foi um piloto alemão da Luftwaffe durante a Segunda Guerra Mundial. Voou em mais de 1200 missões de combate, nas quais abateu mais de 80 tanques inimigos, o que fez dele um dos mais maiores destruidores de tanques da Luftwaffe. Pilotava aviões Junkers Ju 87 e Focke-Wulf Fw 190, e combateu no Mediterrâneo e na Frente Oriental.

## Carreira
A despeito de ter ascendência germânica, Hendrik Stahl nasceu em Copenhague, capital da Dinamarca no dia 24 de julho de 1921. Tendo retornado com sua família para a Alemanha nos anos 30, ele ainda estava cumprindo seu período junto ao RAD (Reichsarbeitsdienst—Serviço de Trabalho do Reich) quando a Segunda Guerra Mundial eclodiu em setembro de 1939.
Ainda no final de 1939, Stahl voluntariou-se para servir na Luftwaffe e, a-pós o treinamento como piloto de bombardeiro de mergulho a bordo do Junkers Ju 87 Stuka, ele foi designado para servir no III/SG 2 "Immelmann" (Gruppe III da Schlachtgeschwader 2) no final de novembro de 1940. Servindo como Leutnant no 8.º Staffel (8./StG 2) Stahl efetuou suas primeiras missões de combate durante a invasão dos Bálcãs (abril de 1941), quando afundou um destróier e ajudou na destruição de um segundo. Por seus feitos, ele recebeu a Cruz de Ferro de 2.ª classe em 8 de maio de 1941.
Com o início da Operação Barbarossa, em 22 de junho de 1941, Stahl continuaria com essa mesma unidade, na qual permaneceria até o final da guerra. Ele se distinguiria repetidamente em todos os setores daquela frente, tanto como piloto como líder de formação e, posteriormente, como líder de esquadrão. Operando inicialmente em apoio ao avanço da Wehrmacht em direção à Moscou, Stahl foi condecorado com a Cruz de Ferro de 1.ª classe em 31 de julho, com o Troféu de Honra da Luftwaffe em 20 de outubro e com a Cruz Germânica em ouro no dia 8 de dezembro.
Finalmente, em 23 de dezembro de 1942 o Leutnant Hendrik Stahl foi condecorado com a Cruz de Cavaleiro da Cruz de Ferro. A essa altura ele já havia efetuado cerca de 550 missões de combate, ao longo das quais havia destruído 66 tanques inimigos, quatro pontes, duas locomotivas, um trem de munições, 25 posições de artilharia e baterias antiaéreas e três aeronaves.
Promovido a Oberleutnant em 1 de fevereiro de 1943, Stahl foi nomeado Staffelkapitän do 8./StG 2 em dezembro de 1943, à mesma época em que completou sua 900.ª missão de combate. Tendo executado seu 1000.º voo na guerra em junho de 1944, o Hendrik Stahl foi chamado ao quartel-general de Hitler em 24 de junho de 1944, para receber de suas mãos as Folhas de Carvalho da Cruz de Cavaleiro, tornando-se o 506.º soldado da Wehrmacht a receber essa honraria.
Promovido a Hauptmann alguns dias mais tarde, em 1 de julho de 1944, Stahl continuou a voar ate o último dia da guerra, completando sua 1200.ª missão de combate em fevereiro de 1945, atuando em várias ocasiões como Gruppenkommandeur interino do III./SG 2 (Gruppe III da Schlachtgeschwader 2). Seu artilheiro de ré ao longo de todo o conflito, Oberfeldwebel Georg Pöthing foi fundamental para que Stahl obtivesse tamanho sucesso e foi também condecorado com a Cruz de Cavaleiro da Cruz de Ferro em 5 de novembro de 1944, após mais de 800 missões de combate.
Quando a guerra chegou ao fim, em 8 de maio de 1945, Stahl conseguiu evitar seu aprisionamento pelos soviéticos, entregando-se para tropas britânicas. Nos anos cinquenta ele chegaria a juntar-se à nova Bundesluftwaffe (a Força Aérea da Alemanha Ocidental), mas permaneceria pouco tempo, dando baixa como Major em 31 de agosto de 1959. A partir de então ele dedicou-se a uma carreira civil.
Tendo efetuado mais de 1200 missões de combate (a maioria com o Junkers Ju 87 Stuka), ao longo das quais destruiu mais de 80 tanques de guerra inimigos, Hendrik Stahl faleceu de causas naturais em 25 de janeiro de 2004, aos 83 anos de idade.

## Condecorações
- Cruz de Ferro (1939)
  - 2ª classe (8 de maio de 1941)[3]
  - 1ª classe (31 de julho de 1941)[3]
- Troféu de Honra da Luftwaffe (20 de outubro de 1941)
- Cruz Germânica em Ouro (8 de dezembro de 1941)[4]
- Cruz de Cavaleiro da Cruz de Ferro (23 de dezembro de 1942)[5]
- 506ª Folhas de Carvalho (24 de junho de 1944)[6]